# 赫布里底群岛 (序曲)
《赫布里底群岛》（德語：Die Hebriden，作品26），又名《芬格尔山洞》（Fingalshöhle），是德国作曲家费利克斯·门德尔松于1830年创作的音乐会序曲，1832年进行了修改，并于次年出版。这部作品被认为是标题音乐的先驱，也是交响诗的前身之一。

## 概述
《赫布里底群岛》的灵感来源于门德尔松的一次英国之行，尤其是1829年他前往苏格兰赫布里底群岛的斯塔法岛的旅行。斯塔法岛上有著名的玄武岩海蚀洞——芬戈尔洞。据说，门德尔松在看到这座岛屿后，立即记下了作品的开头主题，并且把这段旋律写给了姐姐范妮。门德尔松在信中写道：“为了让你理解赫布里底群岛对我有多么深刻的影响，我将在那里获取的灵感寄给你。”该作品于1830年12月16日完成，最初命名为《孤岛》（Die einsame Insel）。门德尔松后来修改了乐谱，并将其更名为《赫布里底群岛》。修改版于1832年5月14日在伦敦首演，由托马斯·阿特伍德指挥。1832年6月20日完成了最终的修订，并于1833年1月10日在柏林由作曲家本人指挥首演。
2002年，牛津大学博德利图书馆以60万英镑购得该曲的一份手稿。

## 音乐
作为一部音乐会序曲，《赫布里底群岛》并不是戏剧或歌剧的前奏，而是以一部完整的作品存在。该曲并没有讲述一个具体的故事，而是描绘了一种情绪和一些场景。
该曲由两个主题构成。开头的主题由中提琴、大提琴和巴松演奏，富有抒情性，意在表达洞穴的壮丽与神秘，以及由此产生的孤独和寂寞之感。第二主题则表现了海上波动与“翻滚的海浪”。
该曲的配器包括：2支长笛、2支双簧管、2支单簧管、2支巴松、2支圆号、2支小号、定音鼓、弦乐。演奏时长在10分半到11分半之间。

## 评价
作为浪漫主义时期的重要作品之一，《赫布里底群岛》自首演以来便成为管弦乐标准曲目，至今仍被广泛演奏。约翰内斯·勃拉姆斯曾高度评价这部作品：“如果我能够写出像《赫布里底群岛》序曲那样的作品，我愿意用我自己的全部作品与之相抵。”理查德·瓦格纳听过这部作品后，称门德尔松是“第一流的风景画家”。